# 루이도 드랭크생
루이도 드랑크쟁(프랑스어: Louis-Do de Lencquesaing, 프랑스어 발음: [də lɑ̃kzɛ̃], 1963년 12월 25일 ~ )은 프랑스의 배우, 무대연출가이다.
파리에서 태어났다. 딸 알리스 드랑크쟁도 배우이다.

## 작품 목록

### 영화 출연
- 마담 보바리 (1991년)
- 죽은 자들의 삶 (1991년)
- 파수병 (1992년)
- 거짓말 (1993년)
- 여인들 (1995년)
- 밀물과 썰물 (1999년)
- 애정의 운명 (2000년)
- 약속된 인생 (2002년)
- 작은 상처들 (2003년)
- 육체, 그 참을 수 없는 가벼움 (2003년)
- 보이지 않는 사랑 (2005년)
- 히든 (2005년)
- 퍼펙트 커플 (2005년) - 빈센트 역
- 언터처블 (2006년)
- 내 아이들의 아버지 (2009년)
- 까칠녀 사로잡는 법 (2009년)
- 경찰들 (2011년)
- 라폴로니드: 관용의 집 (2011년)
- 비올레타 (2011년) - 안토니 역
- 해피 이벤트 (2011년)
- 엘르 (2011년) - 패트릭 역
- 파리 맨해튼 (2012년) - 피에르 역
- 인 어 러쉬 (2012년)
- 슈퍼스타 (2012년) - 쟝-바티스테 역
- 서른아홉, 열아홉 (2013년) - 줄리앙 역
- 밝은 미래 (2014년)
- 겟 웰 순 (2014년)
- 발렌틴 발렌틴 (2014년)
- 골동품상 (2014년)
- 타지마할 (2014년)
- 프랑코포니아 (2015년) - 자크 조자르 역
- 미치도록 사랑받으소서 (2015년)
- 스톰 인사이드 (2015년) - 피에르 역
- 블라인드 선 (2015년)
- 마르세유 (2016년)
- 더 댄서 (2016년)
- 머니 (2017년)
- 오늘밤 사자는 잠든다 (2017년)
- 원 네이션 (2018년)
- 더 홀리 패밀리 (2019년)
- 로스트 일루전 (2021년)
- 리턴 투 서울 (2022년)

### 영화 연출
- Au galop (2012)
- La Sainte Famille (2019)